# Oporto Challenger 2 1993
L'Oporto Challenger 2 1993 è stato un torneo di tennis facente parte della categoria ATP Challenger Series nell'ambito dell'ATP Challenger Series 1993. Il torneo si è giocato a Porto in Portogallo dal 20 al 26 settembre 1993 su campi in terra rossa.

## Vincitori

### Singolare
Franco Davín ha battuto in finale  Gabriel Markus con il punteggio di 6–4, 6–3

### Doppio
Johan De Beer /  Brent Haygarth hanno battuto in finale  Cristian Brandi /  Federico Mordegan con il punteggio di 6–2, 2–6, 7–6